# Train touristique de l'Albret
Le Train touristique de l'Albret circule sur 13 km de voie normale, entre Nérac et Mézin. Cette ligne de chemin de fer est situé au cœur de la Gascogne, à la frontière des départements du Lot-et-Garonne, du Gers et des Landes.

## Historique

### Ligne Nérac-Mézin
En 1890 a lieu l'inauguration de la section Nérac-Mézin du chemin de fer de Nérac - Mont-de-Marsan (compagnie du Midi), en 1938 la ligne, exploitée par la SNCF est fermée au trafic voyageurs, l'exploitation marchandises, se poursuit avec quelques trains de transport de céréales jusqu'en 2007. Cette même année, la SNCF arrête son exploitation et Réseau Ferré de France, propriétaire de l'emprise, décide de ne faire l'entretien de la ligne qu'avec une contrepartie financière.

### Entreprise «Train touristique de l'Albret»
Le Train touristique de l'Albret appartient à la petite entreprise privée créée par Francis Combes. Inauguré le 24 avril 2004, le train circule sur la ligne Nérac-Mézin gérée par la SNCF. En 2007, l'arrêt de l'exploitation par la SNCF et le manque d'entretien de la ligne remettent en question l'existence du train touristique. Un montage financier incluant divers partenaires : le Conseil Général  du Lot-et-Garonne, la ville de Mézin, la commune de Nérac, la Communauté de communes des Coteaux de l'Albret, la Communauté de communes du Mézinais, la Communauté de communes du Val d'Albret et l'exploitant, permet la réalisation des travaux indispensables, à son exploitation, par Réseau Ferré de France.
Le train cesse d'exister en mai 2013 et est vendu. Cependant, il est par la suite racheté et reprend ses trajets à partir de 2015.

### Chemin de Fer Touristique du Pays de l'Albret
En 2014, les Passini reprennent la ligne de chemin de fer et créent l'association du Chemin de Fer Touristique du Pays de l'Albret. L'association compte peu de membres mais démarre son activité en 2015 avec le nouveau train de l'Albret. Leur matériel roulant change et passe d'une simple draisine rouge à des baladeuses ouvertes d'origine suisse. D'abord rouge, ou bleu, elles sont aujourd'hui restaurées et adoptent le vert.
Le chemin de fer touristique du pays de l'Albret a fermé définitivement en 2024.

### Matériel roulant

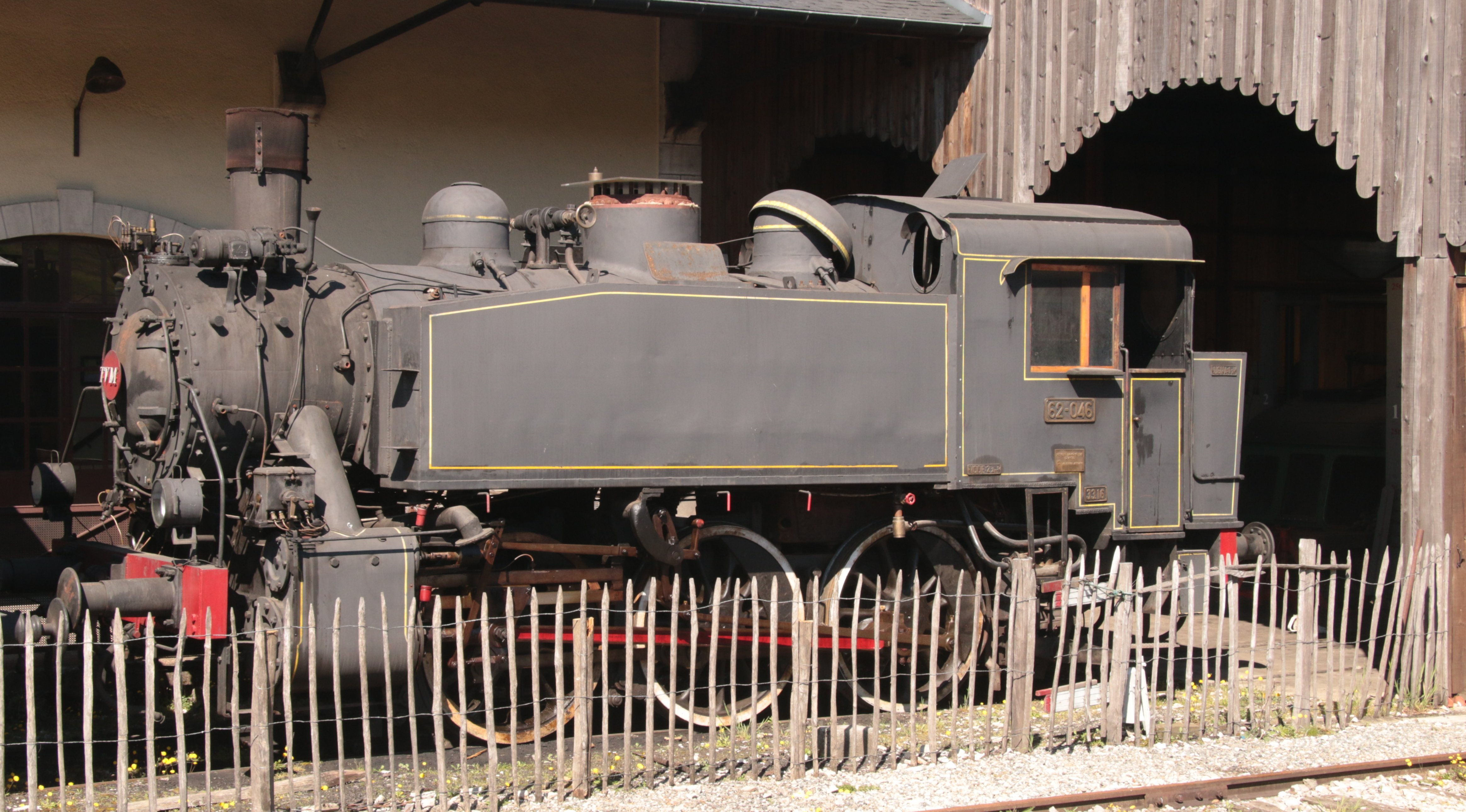
La locomotive H.K. Porter de 1943.

- Locomotive à vapeur type USATC S100, construite en 1943 par H.K. Porter, Inc. (en) à Pittsburgh, rachetée en 1996 au Kosovo[7], cette machine est identique aux 030 TU de la SNCF.
- Locotracteur Y 6548 ;
- Draisine DU 65 no 6-037 ;
- 4 voitures fermées à essieux et plates-formes extrêmes ouvertes ;
- 2 baladeuses ouvertes construites sur la base d'anciens wagons couverts.